# (5072) Hioki
(5072) Hioki ist ein Asteroid des Hauptgürtels, der am 9. Oktober 1931 vom deutschen Astronomen Karl Wilhelm Reinmuth an der Landessternwarte Heidelberg-Königstuhl (IAU-Code 024) bei Heidelberg entdeckt wurde.
Der Asteroid ist nach dem japanischen Astronomen und Asteroidenentdecker Tsutomu Hioki benannt.